# Унгенский район
Унге́нский райо́н (рум. Raionul Ungheni, Район Унгены) — административно-территориальная единица Республики Молдова.

## История
Как и большинство районов Молдавской ССР, образован 11 ноября 1940 года с центром в городе Унгены. До 16 октября 1949 года находился в составе Бельцкого уезда, после упразднения уездного деления перешёл в непосредственное республиканское подчинение.
В сёлах Унгенского района в 1949—1950 годах активно действовала антисоветская повстанческая организация Armata Neagră.
С 31 января 1952 года по 15 июня 1953 года район входил в состав Кишинёвского округа, после упразднения окружного деления вновь перешёл в непосредственное республиканское подчинение.
9 января 1956 года в состав Унгенского района передана территория упраздняемого Корнештского района.
25 декабря 1962 года Унгенский район был упразднён и объединён с Фалештским районом, но уже через два года (23 декабря 1964 года) — восстановлен.
С 1999 года по 2002 год, в рамках проводимой административной реформы, район являлся частью Унгенского уезда. После упразднения уездного деления, район вновь стал самостоятельной административной единицей.

## География
Унгенский район расположен в западной части Молдовы на границе с Румынией.

## Население
|          | 2003 год | 2004 год | 2005 год | 2006 год |
| -------- | -------- | -------- | -------- | -------- |
| Унгены   | 40 000   | 40 000   | 32 700   |          |
| Корнешты | 3250     | 3200     | 3000     |          |
| сёла     | 76 450   | 76 400   | 75 100   | 75 500   |
| Всего:   | 119 700  | 119 600  | 110 800  | 110 700  |

## Достопримечательности
- В нескольких километрах от села Старые Радены по пути из Ясс в Николаев скончался российский государственный деятель князь Григорий Александрович Потёмкин. На месте смерти установлен каменный обелиск[4][5].
- 9 (21) апреля 1877 года был открыт железнодорожный мост через реку Прут, связавший Бессарабскую губернию и Румынию. По приглашению Департамента железных дорог мост проектировал знаменитый французский инженер Гюстав Эйфель.
- В окрестностях села Старые Радены находится государственный научно-исследовательский природный заповедник «Плаюл Фагулуй».

## Известные уроженцы
- Василаке, Василий Константинович (1928—2008) — молдавский писатель.
- Войшин-Мурдас-Жилинский, Леонид Паулинович (1861—1924) — российский военный деятель, генерал-лейтенант.
- Годя, Михай (род. 1974) — молдавский политик, экс-депутат Парламента Республики Молдова.
- Цыку, Октавиан Дмитриевич — молдавский государственный и политический деятель. Министр молодёжи и спорта Республики Молдова с 26 февраля по 30 мая 2013 года, депутат Парламента Республики Молдова с 9 марта 2019 по 23 июля 2021 года.
- Гринберг, Хаим Исаакович (1889—1953) — еврейский публицист, лидер Социалистической Еврейской Рабочей партии «Поалей Цион» в США.
- Жданов, Александр Георгиевич (род. 1932) — советский и молдавский политический деятель, экс-депутат Парламента Республики Молдова.
- Круссер, Александр Семёнович (1893—1919) — российский революционер и военачальник, член РСДРП(б) с 1913 года.
- Морарь, Виктор Александрович (Митрополит Викентий; род. 1953) — епископ Русской православной церкви, митрополит Ташкентский и Узбекистанский.
- Одайник, Семён Елизарович (род. 1938) — молдавский художник-геральдист.
- Исрул-Аврум Португал (род. 1925) — хасидский цадик, сын Лейзер-Зисе Португала.
- Лейзер-Зисе Португал (1898—1982) — хасидский цадик, основатель скулянской династии.
- Райбург, Ян (род. 1952) — молдавский композитор-песенник, автор-исполнитель песен.
- Руссу, Валентина Мартыновна (5 декабря 1920 года — 1 февраля 1982 года) — доярка совхоза имени Кирова Тельманского района Карагандинской области, Казахская ССР. Герой Социалистического Труда (22.03.1966)[6].
- Урсу, Дмитрий Павлович (род. 1936) — советский и украинский африканист, историк.
- Чобану, Виктор (род. 1984) — молдавский политик, председатель Христианско-демократической народной партии.
- Якир, Яков Иосифович (Янкл Якир, 1908—1980) — бессарабский еврейский писатель.